# Harimau Muda B
El Harimau Muda B fue un equipo de fútbol de Malasia que jugó en la S.League, la desaparecida primera división de fútbol de Singapur.

## Historia
Fue fundado en julio de 2009 en la ciudad de Johor luego de que el proyecto Harimau Muda, creado en 2007 por la Asociación de Fútbol de Malasia, fuera dividido en dos equipos separados, siendo éste participante en la Liga Premier de Malasia y en la Copa de Malasia.
El club en 2012 entró a reemplazar al Harimau Muda A en la Copa de Singapur, y al año siguiente lo reemplazaron en la S.League, primera división de Singapur, con un equipo compuesto por jugadores malayos menores de 20 años luego de participar en cinco temporadas en la segunda división de Malasia donde fueron campeones en 2009.
El equipo participaría en tres temporadas en la primera división de Singapur donde siempre estuvo en la parte baja de la clasificación, aunquen en 2013 gana la Copa de la Liga de Singapur, y en 2015 el entonces ministro de juventud y deportes de Malasia Khairy Jamaluddin desaparece el proyecto Harimau Muda aduciendo que ya no era relevante y no estaba bien planificado, otorgando la promoción y formación de los jugadores jóvenes a sus respectivas federaciones locales.

## Palmarés
- Liga Premier de Malasia: 1

2009
- Copa de la Liga de Singapur: 1

2013

## Temporadas
| Año  | Pos. Liga | Liga                    | Copa             | Pos. Copa        |
| ---- | --------- | ----------------------- | ---------------- | ---------------- |
| 2009 | 1/13      | Liga Premier de Malasia | Copa de Malasia  | Cuartos de final |
| 2010 | 5/12      | Liga Premier de Malasia | Copa de Malasia  | Primera Ronda    |
| 2011 | 10/12     | Liga Premier de Malasia | Copa de Malasia  | Segunda Ronda    |
| 2012 | 8/12      | Liga Premier de Malasia | Copa de Malasia  | No clasificó     |
| 2013 | 9/12      | S.League                | Copa de Singapur | Primera Ronda    |
| 2014 | 12/12     | S.League                | Copa de Singapur | Primera Ronda    |
| 2015 | 10/10     | S.League                | Copa de Singapur | No clasificó     |